# 2022년 한국 중부 집중호우
2022년 한국 중부 집중호우(2022年韓國中部集中豪雨)는 2022년 8월 8일부터 대한민국의 중부 지방에 집중적으로 내린 호우이다.
2022년 8월 8일 서울·인천·경기 등 수도권과 강원 일대에 하루 100~300mm 이상의 집중호우가 내려 곳곳에서 도로와 주택, 차량 침수 피해가 발생했다. 8일 오전에는 인천 지역에 폭우가 내려 운행 중인 차량들이 침수되었고, 오후 8시 전후로 서울의 강남 지역에 국지성 폭우가 내려 도로에서 차량 수백 대가 절반 이상 물에 잠겼고, 서울 곳곳의 지하철이 멈추거나 지하철 역이 침수되는 사고가 일어났다.
서울 동작구 신대방동에서는 8월 8일 오후 9시 5분부터 1시간 동안 141.5 mm가 내려 서울의 1시간 강우량 최고 기록이었던 1942년 118.6 mm를 80년 만에 넘어섰다. 또한 같은 지점에서 8일 0시부터 24시간 동안 381.5 mm가 내려 1920년 8월 서울의 일 최고 강수량 354.7 mm를 102년 만에 넘어섰다. 다만 종로구 송월동에 설치된 서울기상관측소에서 측정된 기록만 서울특별시 강수량 공식 기록으로 인정하기 때문에 동작구 신대방동에 설치된 관측소에서 측정된 기록은 공식 기록으로 인정받지 못한다.

## 배경
태풍 송다와 트라세가 소멸되면서 형성된 열대저압부가 만든 고온다습한 북태평양 고기압 블로킹(공기벽)이 한반도 전체를 덮고 있다가 북쪽에서 차고 건조한 기류가 내려와 중부지방에 정체전선을 형성하면서, 중부에서는 호우가 내리는 반면 남부에서는 폭염이 발생하였다. 기후 변화와의 관련성이나 여름철 강수 패턴이 변하였는지는 확언하기 어려운 상황이다.
대한민국 기상청은 8월 7일 16시 00분에 발표한 3일 전망 통보문에서 8일과 9일까지 한반도 중부지방 및 전라북도 북부, 경상북도 북부는 돌풍과 함께 매우 강한 비가 내릴 것이라고 예보했다. 시간당 50~80 mm의 강한 비가 내리겠고 8일에서 9일까지 수도권, 강원내륙 및 산지, 서해5도는 총 100~200 mm에 최대 300 mm 이상을, 강원 동해안, 충청권, 경북 북부 및 9일 울릉도와 독도에서는 총 30~80 mm에 최대 150 mm 이상, 전북 북부에서는 5~30 mm가 내릴 것으로 예보하였다.

## 전개

### 8월 8일
8월 7일부터 내리기 시작한 비는 강해지다가 오전 3시 경 서해5도 지역에서 호우주의보가 처음으로 발령되었다. 오전 6시에는 인천 강화도, 강원도 화천군, 철원군과 경기도 파주시, 연천군에 호우주의보가 발령되었다. 6시에는 인천광역시 전역, 서울특별시 전역과 경기 북부, 강원도 북부로 호우주의보가 확대되었다.
오전 7시 30분, 행정안전부는 중앙재난안전대책본부를 가동하고, 위기 경보 수준을 관심 단계에서 주의 단계로 상향 조정했다.
오전 9시 30분에는 강원도 철원군과 경기도 연천군에서 처음으로 호우경보가 발령되었다. 10시 30분에는 인천 옹진군에 호우주의보를 발령하였고, 인천 강화군, 경기도 파주시, 양주시, 포천시, 동두천시, 김포시에서 호우경보가 발령되며 호우특보 지역이 남쪽으로 확대되었다. 11시에는 경기도 나머지 지역에 전부 호우주의보가 발령되며 호우특보 지역이 경기도 전역으로 확대되었다.
낮 들어서는 인천과 경기 북부 지역을 중심으로 시간당 80 mm 이상의 매우 강한 비가 내렸다. 이 때문에 오후 12시에는 인천광역시 전역과 경기도 가평군에 호우경보가, 강원도 중부와 남부 거의 전역에 호우주의보가 추가로 발령되었다. 오후 12시 기준 0시부터 12시까지 12시간 동안 연천군 신서면에 169.5 mm가, 포천시 관인면에 137.0 mm가 내렸으며 철원군 동송읍 장흥리에서도 135.5 mm가 내리는 등 강원도와 경기도 북부 곳곳에서 100 mm 이상의 호우가 내렸다. 오후 12시 50분에는 호우경보 발령 지역이 서울 한강 이남 지역과 경기도 중부 일부 지역(의왕시, 군포시, 안양시, 부천시, 시흥시, 안산시, 과천시, 광명시)까지 확대되었다. 오후 1시 10분에는 경기도 양평군, 광주시, 화성시, 하남시, 성남시에도 호우경보가 확대 발령되었다.
오후 4시 40분 서울 전역과 경기도 남양주시, 구리시, 의정부시, 고양시에 호우경보가 추가 발령되었다.
밤부터는 서울 남부를 중심으로 서울에 시간당 100 mm 이상의 집중호우가 쏟아졌다. 특히 서울 동작구 신대방동에서는 오후 9시 5분부터 1시간 동안 141.5 mm가 내렸는데, 이는 서울의 1시간 강우량 최고 기록이었던 1942년 118.6 mm를 80년만에 넘어섰다. 또한 강남구에서는 오후 9시 34분부터 1시간 동안 116 mm가 내렸으며 1964년 9월 세웠던 당시 1시간 강우량 2위 기록과 동일하다. 오후 9시에는 인천 옹진군과 경기도 남부의 여주시, 이천시, 용인시, 오산시, 수원시에도 호우경보가 확대되었다. 오후 9시 30분 행정안전부는 중앙재난안전대책본부를 비상 1단계에서 2단계로 격상했고, 위기 경보 수준을 주의 단계에서 경계 단계로 상향 조정했다.
오후 10시 40분에는 강원도 횡성군에도 호우경보가 확대되었다. 오후 11시 40분에는 경기도 평택시, 안성시에 호우경보가 발령되어 수도권 전역이 호우경보 지역에 속하게 되었고, 충청남도의 서산시, 당진시, 태안군에 호우주의보가 발령되었다. 밤까지 서울과 수도권에 집중적인 호우가 내렸으며, 서울 동작구 신대방동은 오후 11시까지 비가 380 mm, 자정까지는 이를 넘은 381.5 mm가 내려 1920년 8월 서울의 일 최고 강수량 354.7 mm를 넘어섰다.
8월 8일 하루에만 수도권에 시간당 50~100 mm를 넘는 기록적인 호우가 내렸다. 대한민국 기상청 기준 주요 지점과 자동기상계측장비(AWS) 기준 일 강수량이 250mm 지점이 넘은 곳의 강수량은 다음과 같다.
| 도             | 시군구 | 측정 지점 (읍면동)        | 강수량 (mm) |
| -------------- | ------ | ------------------------- | ----------- |
| 서울특별시     | 동작구 | 기상청 서울청사(신대방동) | 381.5       |
| 경기도         | 광명시 | 광명(철산동)              | 319.0       |
| 경기도         | 양평군 | 양평(양평읍)              | 261.9       |
| 인천광역시     | 부평구 | 부평(구산동)              | 246.0       |
| 서울특별시     | 종로구 | 서울(송월동)              | 129.6       |
| 강원도         | 철원군 | 동송(동송읍)              | 158.0       |
| 강원도         | 화천군 | 사내(사내면)              | 144.5       |
| 강원도         | 춘천시 | 남이섬(남산면)            | 123.0       |
| 강원도         | 양구군 | 해안(해안면)              | 115.0       |
| 강원도         | 원주시 | 원주(명륜동)              | 35.3        |
| 충청북도       | 제천시 | 백운(백운면)              | 33.5        |
| 충청북도       | 단양군 | 영춘(영춘면)              | 26.0        |
| 충청남도       | 공주시 | 정안(정안면)              | 23.0        |
| 충청북도       | 충주시 | 엄정(엄정면)              | 19.5        |
| 세종특별자치시 | -      | 세종고운(고운동)          | 15.5        |

| 도         | 시군구   | 측정 지점 (읍면동)        | 강수량 (mm) |
| ---------- | -------- | ------------------------- | ----------- |
| 서울특별시 | 동작구   | 기상청 서울청사(신대방동) | 381.5       |
| 서울특별시 | 서초구   | 서초(서초동)              | 354.5       |
| 서울특별시 | 금천구   | 금천(독산동)              | 342.5       |
| 경기도     | 광주시   | 퇴촌(퇴촌면)              | 327.5       |
| 서울특별시 | 강남구   | 강남(일원동)              | 326.5       |
| 경기도     | 광명시   | 광명(철산동)              | 319.0       |
| 서울특별시 | 동작구   | 현충원(사당동)            | 308.5       |
| 서울특별시 | 송파구   | 송파(잠실동)              | 307.5       |
| 경기도     | 광주시   | 경기광주(송정동)          | 306.5       |
| 서울특별시 | 관악구   | 관악(신림동)              | 305.5       |
| 서울특별시 | 구로구   | 구로(궁동)                | 289.0       |
| 경기도     | 과천시   | 관악(레)(중앙동)          | 275.0       |
| 경기도     | 양평군   | 양평(양평읍)              | 261.9       |
| 경기도     | 광명시   | 소하(소하동)              | 261.5       |
| 서울특별시 | 영등포구 | 한강(여의도동)            | 257.5       |
| 경기도     | 양평군   | 옥천(옥천면)              | 251.5       |
| 서울특별시 | 용산구   | 용산(이촌동)              | 251.0       |

### 8월 9일
오전 1시, 행정안전부는 중앙재난안전대책본부를 비상 2단계에서 3단계로 격상했고, 위기 경보 수준을 경계 단계에서 심각 단계로 상향 조정했다. 또한 오전 1시 10분에는 강원도 평창군의 평창평지에 호우경보가 확대되었다. 오전 4시에는 강원도 홍천군의 홍천평지에도 호우경보가 발령되었다. 뒤이어 오전 4시 30분에는 강원도 원주시에도 호우경보가 발령되었다.
이날 자정부터 강수대가 지속적으로 남하하면서 충청권에도 호우 영향을 주기 시작했다. 오전 6시 40분에는 충청북도 진천군에 호우주의보가 발령되었다. 뒤이어 오전 7시에는 충청북도 음성군, 제천시, 충주시와 충청남도 아산시, 천안시에도 호우주의보가 추가 발령되었다. 충청도 지역에 발령된 호우주의보는 강수대가 다시 북상하면서 오후 3시 30분 해제되었으나 오후 9시부터는 강수대가 다시 남쪽으로 내려가면서 충청남도 북부(홍성군, 서산시, 당진시, 태안군, 예산군, 아산시, 천안시)에 다시 호우주의보가 발령되었다. 또한 오후 11시부터는 충청북도 북부(증평군, 단양군, 음성군, 진천군, 제천시, 충주시)에도 호우주의보가 다시 발령되었다.
오후 5시 30분에는 강원도 양양군 양양평지, 고성군 고성평지, 속초시 속초평지에 호우주의보가 발령되었다. 또한 오후 7시에는 강원도 북부 산지에 호우경보가 발령되었다. 오후 11시 40분에는 인제군 인제평지, 양양평지, 속초평지에 호우경보가 추가 발령되었다.
9일은 경기도 남부와 강원도를 중심으로 강한 호우가 내렸으며, 8일 00시부터 9일 24시까지 총 48시간 동안 일부 지역은 500 mm가 넘는 호우가 내렸다. 아래는 48시간 동안 주요 지점의 강수량과 9일 하루 동안 일 강수량이 250 mm를 넘은 지역의 목록이다.
| 도         | 시군구 | 측정 지점 (읍면동)        | 강수량 (mm) |
| ---------- | ------ | ------------------------- | ----------- |
| 서울특별시 | 동작구 | 기상청 서울청사(신대방동) | 515.5       |
| 경기도     | 광주시 | 경기광주(송정동)          | 514.5       |
| 경기도     | 양평군 | 양평(양평읍)              | 511.7       |
| 경기도     | 여주시 | 산북(산북면)              | 482.0       |
| 서울특별시 | 종로구 | 서울(송월동)              | 215.2       |
| 강원도     | 횡성군 | 청일(청일면)              | 312.5       |
| 강원도     | 홍천군 | 시동(남면)                | 305.5       |
| 강원도     | 춘천시 | 남이섬(남산면)            | 254.0       |
| 강원도     | 철원군 | 철원장흥(동송읍)          | 236.5       |
| 강원도     | 평창군 | 봉평(봉평면)              | 230.0       |
| 충청남도   | 서산시 | 대산(대산읍)              | 131.0       |
| 충청북도   | 제천시 | 백운(백운면)              | 125.0       |
| 충청남도   | 태안군 | 안도(원북면)              | 120.5       |
| 충청북도   | 단양군 | 영춘(영춘면)              | 77.0        |
| 충청북도   | 충주시 | 엄정(엄정면)              | 74.5        |

| 도         | 시군구 | 측정 지점 (읍면동) | 강수량 (mm) |
| ---------- | ------ | ------------------ | ----------- |
| 경기도     | 양평군 | 용문산(용문면)     | 333.0       |
| 경기도     | 화성시 | 운평(우정읍)       | 278.0       |
| 인천광역시 | 옹진군 | 승봉도(자월면)     | 277.0       |
| 경기도     | 여주시 | 산북(산북면)       | 275.0       |
| 경기도     | 양평군 | 청운(청운면)       | 261.5       |
| 경기도     | 화성시 | 향남(향남읍)       | 251.5       |
| 인천광역시 | 옹진군 | 영흥도(영흥면)     | 251.0       |

### 8월 10일
강수대가 지속적으로 남하해, 0시 30분에는 충청남도 서산시, 태안군, 당진시에 호우경보가 발령되었다. 또한 오전 1시에는 인천 강화도, 강원도 철원군, 화천군, 경기도 파주시, 연천군, 동두천시, 김포시에 발령되었던 호우특보가 해제되었으며 대신 강원도 강릉시 강릉평지에 호우주의보가 발령되었다. 강수대의 남하는 지속적으로 이루어져 오전 2시에는 서울 강북과 경기도 북부, 강원 북부 영서 지방의 호우특보가 전부 해제되었으며 대신 세종특별자치시,
충청북도 괴산군, 청주시, 충청남도 보령시, 청양군, 공주시에 호우주의보가 발령되어 충청도의 호우특보 영역이 확대되었다. 2시 30분에는 인천광역시 전역과 서울시 전역, 경기도 서부권의 호우특보가 전부 해제되었고 대신 충청도의 강한 호우의 영향으로 세종시와 충청남도 대부분 지역, 충청북도 음성군, 진천군, 청주시에 호우경보가 발령되었다.
오전 3시에는 강원 북부와 경기도 동부 일부 지역의 호우특보가 해제되었고 대신 충청남도 전역, 충청북도 전역, 대전광역시와 경상북도 영주시, 예천군, 문경시, 상주시에 호우주의보가 발령되었다. 오전 4시 30분에는 전라북도 군산시에도 호우주의보가 발령되었고 대신 경기도 대부분 지역과 강원도 대부분 지역의 호우특보가 해제되었다. 오전 5시에는 남아 있던 경기도의 모든 호우경보 영역(안성시, 이천시, 평택시)을 해제하였다.
오전 6시에는 대전광역시에 호우경보를 발령하였다. 7시 30분에는 충청남도 서천군, 부여군, 논산시에도 호우경보가 추가 발령되었다. 오전 9시에는 충청북도 옥천군과 보은군에 호우경보가 발령되었으며, 전라북도 익산시, 완주군, 전주시, 무주군, 장수군, 진안군, 김제시로 호우주의보가 확대되며 남부지방으로 호우특보가 확대되었다. 또한 오전 10시에는 경상북도 경북북동산지와 봉화군 봉화평지에 호우주의보가, 전라북도와 충청남도의 경계에 있는 익산시와 군산시에 호우경보가 발령되었으며 대신 강원도 지역의 모든 호우특보가 해제되었다.
오후 들어서는 강수대가 다시 북상하기 시작해 오후 3시에는 전라북도에 발령되어 있던 모든 호우특보가 해제되었다. 또한 오후 5시 20분에는 보령군에 호우경보가 발령되며 충청남도 전역으로 호우경보 영역이 확대되었다.
오후 6시 40분에는 어청도에서 비구름대가 다시 발달하여 군산시에 호우주의보가 다시 발령되었다. 7시 30분에는 전라북도 익산시, 진안군, 완주군에 다시 호우주의보가 확대되었다. 8시 40분에는 전라북도 김제시, 부안군, 전주시에도 호우주의보가 재차 발령되었다. 오후 10시 10분에는 충청북도 괴산군에 호우경보가 발령되어 충북 대부분 지역에 호우경보가 발령되었다.
10일은 충청권과 경상북도 북부 일부, 강원 영서 남부 지역을 중심으로 강한 비가 내렸다. 아래는 72시간 동안 주요 지점의 강수량의 목록이다.
| 도         | 시군구 | 측정 지점 (읍면동) | 강수량 (mm) |
| ---------- | ------ | ------------------ | ----------- |
| 경기도     | 양평군 | 용문산(용문면)     | 542.0       |
| 경기도     | 광주시 | 경기광주(송정동)   | 534.0       |
| 인천광역시 | 중구   | 인천(전동)         | 327.2       |
| 서울특별시 | 종로구 | 서울(송월동)       | 260.3       |
| 강원도     | 횡성군 | 청일(청일면)       | 393.0       |
| 강원도     | 홍천군 | 시동(남면)         | 369.0       |
| 강원도     | 평창군 | 대화(대화면)       | 309.0       |
| 강원도     | 강릉시 | 강릉(용강동)       | 129.3       |
| 충청북도   | 제천시 | 백운(백운면)       | 239.5       |
| 충청북도   | 청주시 | 청주(복대동)       | 230.6       |
| 대전광역시 | 유성구 | 대전(구성동)       | 194.3       |
| 충청남도   | 공주시 | 정안(정안면)       | 191.5       |
| 충청북도   | 충주시 | 엄정(엄정면)       | 176.5       |
| 전라북도   | 익산시 | 함라(함라면)       | 116.5       |
| 전라북도   | 군산시 | 군산(내흥동)       | 96.8        |
| 전라북도   | 김제시 | 심포(진봉면)       | 40.5        |
| 전라북도   | 완주군 | 완주(고산면)       | 39.6        |
| 전라북도   | 전주시 | 전주(덕진동2가)    | 18.2        |
| 경상북도   | 문경시 | 동로(동로면)       | 155.0       |
| 경상북도   | 영주시 | 부석(부석면)       | 133.5       |
| 경상북도   | 봉화군 | 봉화(춘양면)       | 122.2       |
| 경상북도   | 상주시 | 화서(화서면)       | 89.0        |
| 대구광역시 | 동구   | 대구(효목동)       | 0.3         |

### 8월 11일
강수대가 새벽부터 북상하기 시작하면서 오전 2시에는 경기도 양평군, 여주시, 화성시, 안성시, 이천시, 용인시, 평택시, 오산시 등 경기 동부, 남부 지역과 강원도 원주시, 영월군에 호우주의보가 다시 발령되었다. 오전 3시에는 경기도 광주시, 수원시, 성남시와 강원도 홍천평지, 횡성군에 호우주의보가 재발령되었다. 오전 4시 10분에는 강원도 영서 중부지방까지 호우주의보가 확대되었다. 강수대의 북상과 함께 4시 40분에는 경기도 화성시와 용인시에 호우경보가 발령되었으며, 5시 10분에는 호우경보가 광주시, 이천시, 오산시에도 확대되었다. 5시 40분에는 홍천평지에 호우경보가 발령되었다.
오전 7시에는 급격하게 강수대가 약화, 남하하여 경기도 전역과 강원도 영서 중부 지방의 호우특보를 해제하였다. 또한 8시 10분에는 군산에 시간당 100 mm 이상의 호우가 내리면서 군산시에 호우경보가 발령되었다. 뒤이어 8시 30분에는 김제시, 부안군에도 호우경보가 발령되었다. 9시에는 강원도 전역과 충청남도 북부의 호우특보가 전부 해제되었다. 10시에는 추가로 익산시에도 호우경보가 발령되었다.
오후 12시 10분에는 전라북도 정읍시, 임실군, 무주군, 고창군에 호우주의보가 추가로 발령되었다. 전라북도의 호우는 강해져 오후 1시 10분에는 전주시에도 호우경보가 발령되었다. 1시 30분에는 충청도의 호우 약화로 충청권 전역의 호우경보가 호우주의보로 약화되었다. 또한 호우의 전체적인 약화로 오후 3시에는 전라북도 전역의 호우경보도 호우주의보로 약화되었다. 오후 4시에는 충청권 전역의 호우특보가 해제되었다. 오후 6시 10분에는 전라북도 대부분의 호우주의보도 해제되었다. 오후 7시에는 전라북도 나머지의 호우주의보도 해제되면서 전국의 모든 호우특보가 해제되었다.
11일은 충청권과 전라북도, 경상북도 북부를 중심으로 호우가 다수 내렸다가 오후 들어 그쳤다. 마지막으로 호우경보가 해제된 8월 11일 16일까지 주요 지점의 호우 기록은 아래와 같다.
| 도         | 시군구 | 측정 지점 (읍면동)        | 강수량 (mm) |
| ---------- | ------ | ------------------------- | ----------- |
| 경기도     | 양평군 | 용문산(용문면)            | 641.0       |
| 경기도     | 여주시 | 산북(산북면)              | 617.5       |
| 경기도     | 광주시 | 경기광주(송정동)          | 605.0       |
| 서울특별시 | 동작구 | 기상청 서울청사(신대방동) | 577.5       |
| 강원도     | 횡성군 | 청일(청일면)              | 499.0       |
| 강원도     | 홍천군 | 시동(남면)                | 481.0       |
| 강원도     | 평창군 | 봉평(봉평면)              | 391.5       |
| 강원도     | 원주시 | 치악산(소초면)            | 365.5       |
| 충청북도   | 제천시 | 백운(백운면)              | 336.5       |
| 충청북도   | 청주시 | 청주(복대동)              | 300.9       |
| 충청북도   | 괴산군 | 청천(청천면)              | 267.5       |
| 충청북도   | 충주시 | 충주(안림동)              | 255.9       |
| 대전광역시 | 대덕구 | 장동(장동)                | 291.5       |
| 충청남도   | 보령시 | 삽시도(오천면)            | 270.5       |
| 충청남도   | 부여군 | 부여(부여읍)              | 250.5       |
| 충청남도   | 서산시 | 대산(대산읍)              | 247.0       |
| 전라북도   | 군산시 | 군산산단(내초동)          | 250.0       |
| 전라북도   | 익산시 | 함라(함라면)              | 178.5       |
| 전라북도   | 김제시 | 심포(진봉면)              | 153.5       |
| 전라북도   | 완주군 | 완주(고산면)              | 118.0       |
| 경상북도   | 문경시 | 동로(동로면)              | 216.0       |
| 경상북도   | 영주시 | 부석(부석면)              | 184.0       |
| 경상북도   | 봉화군 | 봉화(춘양면)              | 178.7       |
| 경상북도   | 상주시 | 화서(화서면)              | 138.0       |

### 8월 13일
8월 11일 오후부터 그쳤던 비는 13일 서해상에서 새로운 수증기 유입으로 다시 강수대가 발달하여 비를 내리기 시작하였다. 충남 북부지역을 중심으로 폭우가 내렸는데, 서산과 당진 지역에는 시간당 20 mm 이상의 강한 호우가 내렸다.

## 피해

### 인명 피해
이번 호우로 9일 오후 6시까지 총 9명이 사망하고, 7명이 실종되었다. 또한 이재민은 현재까지 총 328세대 441명으로 서울은 198세대 205명, 인천 1세대 4명, 경기 129세대 232명이다. 이중 경기 연천 10명과 수원 29명은 집으로 돌아갔다.

#### 서울특별시
서울특별시에서는 총 8명의 사망자가 발생했다.
서울 관악구 신림동에서는 8월 8일 오후 9시 6분경 침수로 반지하에 갇힌 일가족 3명이 지인을 통해 신고했으나 전원 사망하게 되었다. 서울 동작구에서는 같은 날 오후 6시 50분쯤 쏟아진 비로 쓰러진 가로수 정리 작업을 하던 60대 구청 직원이 숨지는 사고가 발생했다. 사망 원인은 감전으로 추정된다. 동작구에서 같은 날 오후 5시 40분에는 주택 침수로 1명이 사망했다.
8일 밤 서초구 서초동의 맨홀에 빠져 실종되었던 남매 관계의 40대 남성과 50대 여성 중 남성 쪽이 10일에 숨진 채로 발견되었다. 또한 8일 서초동 지하주차장에서 실종되었던 남성 1명이 11일 오후 6시 중대본 집계에서 사망자로 추가되었다. 서초동 맨홀에 빠진 남매 중 여성 쪽은 11일 밤 11시 27분 동작구 동작역 인근 반포천에서 숨진 채로 발견되었다.

#### 경기도
8월 8일 정오 경, 경기도 시흥시 신천동의 한 오피스텔 공사 현장에서 중국 국적 50대 남성 1명이 호우 속에서 그라인더로 철근 절단 작업을 하던 중 감전으로 사망하였다.
9일 오전 0시 15분 경기 광주시에서 30대 여성이 버스 정류장에 있다가 지반이 무너지며 인근 하천에 빠져 사망했다. 또한 광주시에서 남성 1명이 도로변의 토사에 매몰되어 추가로 사망했다. 오전 1시 1분에는 경기 광주시 성남장호원 간 자동차전용도로 성남 방향 직동IC 부근에서는 산사태가 차량을 덮쳐 30대 운전자가 사망, 동승자 2명은 부상을 당했다. 같은 날 목현동에서 하천 범람으로 인해 2명이 급류에 휩쓸려 실종됐다고 보도되었다.
같은 날 오전 0시 59분에는 양평군에서 60대 남성이 도랑을 건너다가 불어난 물에 휩쓸려 숨졌다. 양평의 사망자는 중대본의 호우 피해 사망자로는 분류되지 않아 집계에서 빠졌다.
경기 화성시에서는 같은 날 오전 4시 27분 산사태가 공장의 기숙사용 컨테이너를 덮쳐 40대 중국인 1명이 사망했다.
9일 새벽에 경기 광주시에서 실종된 60대 남성이 13일 새벽에 숨진 채 발견되었다.

#### 강원도
강원도 횡성군 둔내면에서는 산사태가 일어나 70대 노인이 숨지는 사건이 발생하였다. 흙더미가 500m 아래까지 쏟아져 내려왔다. 영월군에서 레프팅을 하던 60대 여성이 사망하기도 하였다. 9일 오전 8시경에는 평창군 용평면 속사리에서는 펜션에 투숙하던 50대 남성이 급류에 휩쓸렸다가 1시간 20분 만에 사망한 채 발견되기도 하였으나 중대본 집계에서는 호우 사망자로 집계되지 않았다. 8월 10일 춘천시에서 급류에 휩쓸렸던 1명이 11일 오전 6시 중대본 집계에서 사망자로 추가되었다.

#### 충청도
14일 새벽 충청남도 부여군에서 실종된 55세 화물차 운전자가 16일 오전 11시 55분쯤에 금강변에서 시신으로 발견되었다.

### 교통 시설

#### 철도

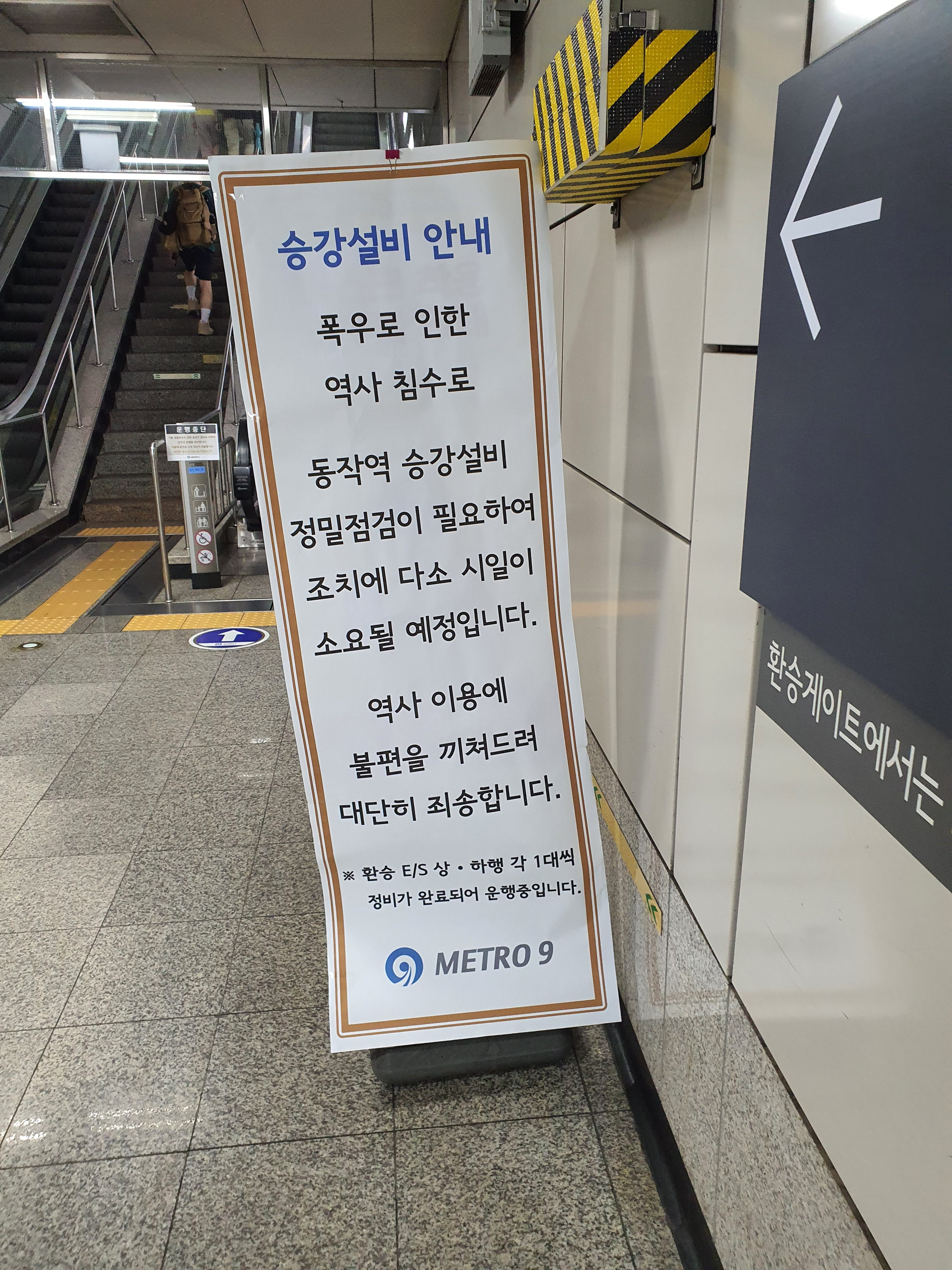
서울 지하철 9호선 동작역에서 침수로 인해 에스컬레이터가 정지했음을 알리는 안내문.

8월 8일에는 수도권 전철 1호선의 경인선 구간 다수가 침수 피해를 입었다. 동인천역과 제물포역은 시간당 80 mm에 달하는 폭우로 주변 도로와 건물이 침수되었다. 주안역에서는 오후 1시 경 도화역으로 향하는 하행선 2개 선로가 침수되어 열차가 20분 넘게 지연되는 피해가 있었고, 20여분이 지나 빗물을 빼고 나서야 다시 운행이 재개되었다. 또한 보라매역과 강남역 등등의 다른 역들 역시 침수되어 무정차 통과하는 경우도 생겼다.
8일 오후 9시 50분경, 서울 지하철 7호선의 이수역의 천장이 무너져 7호선이 이수역을 무정차 통과했다. 1호선 신길역 지하상가에도 빗물이 들어와 바닥을 채웠다. 서울 지하철 9호선에서는 오후 10시 50분경부터 동작역이 침수되어 노들역에서 사평역까지 7개 역이 폐쇄되었고 무정차 통과했다. 지하철 9호선의 피해는 다음 날까지 이어져 노들역-사평역 구간은 아예 정지하였고 급행 열차 운행도 중단되었다가 9일 오후 2시가 넘어서야 정상화되었다.
또한 2호선 삼성역, 사당역, 선릉역, 3호선 대치역, 7호선 상도역, 이수역, 광명사거리역에서 누수 및 침수 피해가 일어나 일시적으로 무정차 통과하였다. 1호선 영등포역도 선로가 일시 침수되어 하행 운행이 중단되었고, 경인선의 오류동역도 침수되어 열차 운행이 지연되었다. 1호선 금천구청역도 신호장애 및 열차 지연이 발생했고 1호선 용산역에서는 인천행 열차를 타는 5번 승강장의 에스컬레이터 천장에서 물이 새는 피해가 있었다.
9일 오후 6시경, 서울 지하철 3호선의 원당역에서 선로 침수가 발생해 삼송역-대화역 구간 운행이 중지되었다. 3호선의 삼송역-대화역 구간은 이날 오후 7시 경에 운행이 다시 재개되었다.

#### 도로

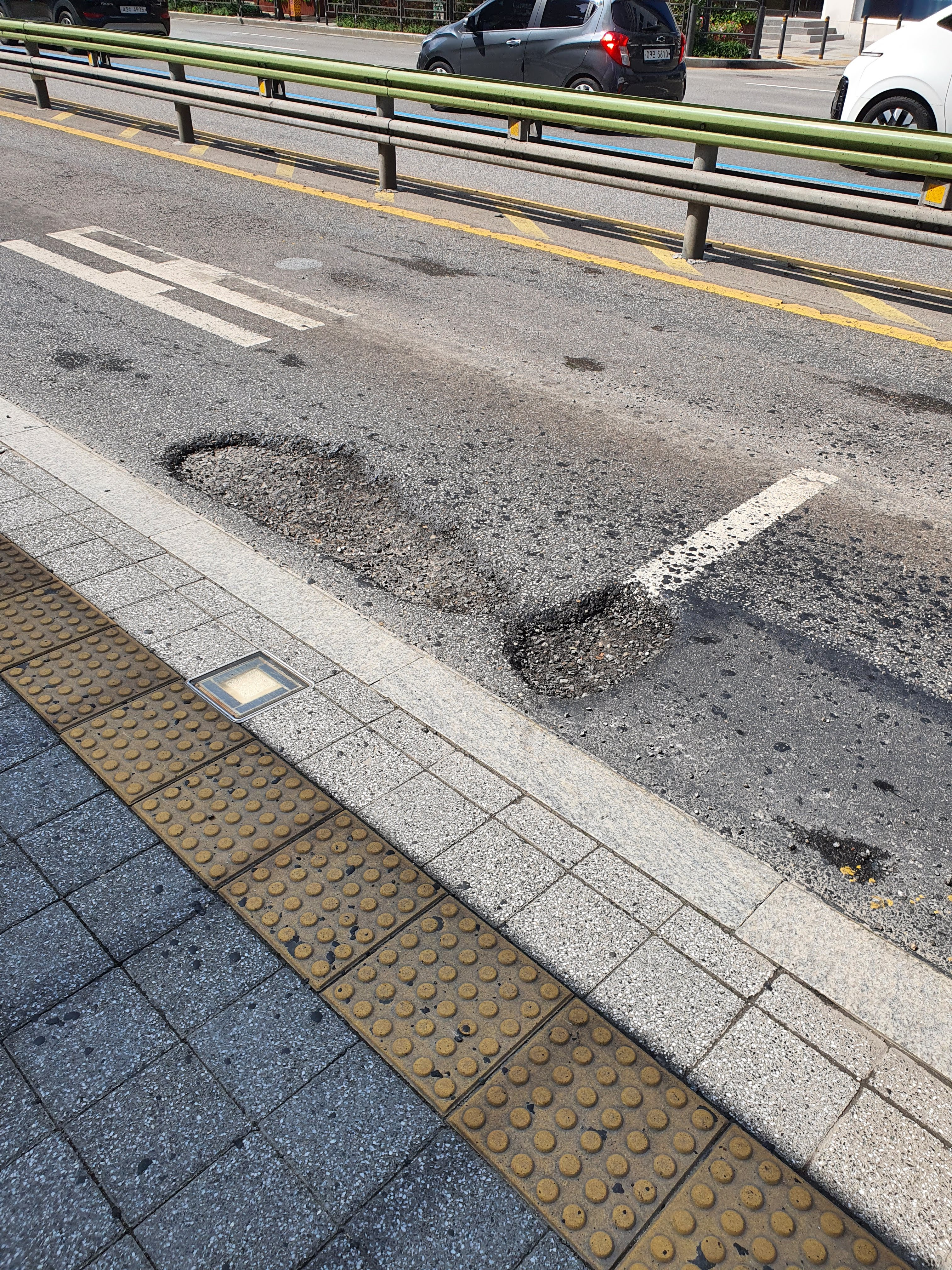
폭우가 내린 이후 강남역 북부 중앙차로의 버스정류장. 폭우로 인해 포트홀이 발생하여 도로가 패여 있다.

8월 8일, 국도 제3호선의 연천군 와초리-신서교차로 사이 구간에서 도로가 빗물에 잠기고 흙이 쏟아져 도로가 일시 통제되었다. 또한 서울에서도 폭우로 한강과 중랑천 수위가 상승해 8일 오후 6시 30분부터 동부간선도로 전 구간(수락지하차도~성수 JC)을 전면 통제하였다. 오후 1시 30분 경에는 폭우로 서울시 동대문구 제기동역 인근 보도에서 가로 1 m, 세로 50 cm, 깊이 60 cm의 싱크홀이 발생하기도 하였다. 내부순환로 마장램프-성동 나들목 구간도 통행이 통제되었다.
밤부터 이어진 서울의 폭우로 8일 저녁부터 강남역 일대는 도로와 차도가 모두 물에 잠겼고, 양재역 일대도 바퀴가 잠길 만큼 침수되었다.
8월 8일 오후 10시 12분부터 한강 수위의 급격한 증가로 잠수교의 보행자 및 차량 통행을 전면 통제하였다. 이틀 후인 10일경 서울특별시의 호우는 잦아들었음에도 불구하고 잠수교 일대는 3일 이상 침수된 상태였기 때문에 도로 통제를 지속하게 되었다.
8월 8일 오후 8시 경에는 경부고속도로 서울 요금소 배수구가 막히면서 일부 도로가 침수되어 양방향 32개 차로 중 8개 차로만 사용이 가능했다. 또한 휴게소였던 서울만남의광장휴게소도 침수로 운영이 일시 중지되었다가 다시 복구되었다. 한편 8월 9일 자정 경에는 용인서울고속도로 동탄 방면 하산운터널 앞 도로에서 산사태가 발생해 통행이 전면 통제되었다. 이 구간을 지나는 차량은 서판교 나들목으로 우회하도록 조치하였다.
8월 8일 밤 시간에 수도권제1순환고속도로 판교 부근 일대가 침수되어 차량들이 구간을 천천히 지나가기도 했다.
8월 8일 오후 11시 경 봉담과천로 봉담 방면 하행선 의왕 요금소 직전에 산사태가 발생해 XM3 한 대가 피해를 봤으며 하행선 전차로가 막혀 이후 극심한 정체를 빚었다.
8월 9일에는 집중호우로 팔당댐의 방류랑이 늘어나 0시 24분부터 올림픽대로 여의하류 나들목과 여의상류 나들목이 통제되었고, 2시 45분부터는 염창 나들목-국립현충원 구간이 전면 통제되었다. 오전 4시 40분부터는 강변북로의 마포대교-한강대교 구간 양방향이 통제되었다. 전 날 통제되었던 동부간선도로는 수락지하차도-군자교 구간이 9일 오전 2시 25분부터 통행이 재개되었다. 통해이 통제되었던 강변북로 마포대교-한강대교 양방향 구간은 오전 7시 50분부로 통행이 재개되었다.
9일 오전 5시 경, 지방도 제407호선의 춘천시 신북읍 용산리 구간에서 낙석과 토사 수백톤이 도로를 덮쳐 일시 폐쇄되었다.
9일 오후 5시 40분, 동부간선도로가 다시 전면 통제되었다. 통제되었던 동부간선도로와 내부순환로는 10일 오전 6시 40분이 지나서야 다시 재개되기 시작하였다. 하지만 한강 상류 댐의 방류로 지속적으로 한강 수위가 다시 올라가자 오후 6시 40분부터는 내무순환로 마장 나들목-성동 분기점 구간과 동부간선도로 군자교-성동 분기점 구간이 다시 통제되기 시작했다.
8월 10일, 대전 지역의 폭우로 오후 9시경 중부고속도로 남이 분기점 부근에서 가로 40 cm, 세로 60 cm 크기로 도로가 파여 주행하던 차량 20여대가 파손되는 피해가 있었다. 인명 피해는 없었다.
8월 11일에는 팔당댐의 방류로 오후 3시 30분부터 올림픽대로 가양대교-동작대교 구간이 다시 양방향 통제되었다.

### 지역별 피해

#### 서울특별시

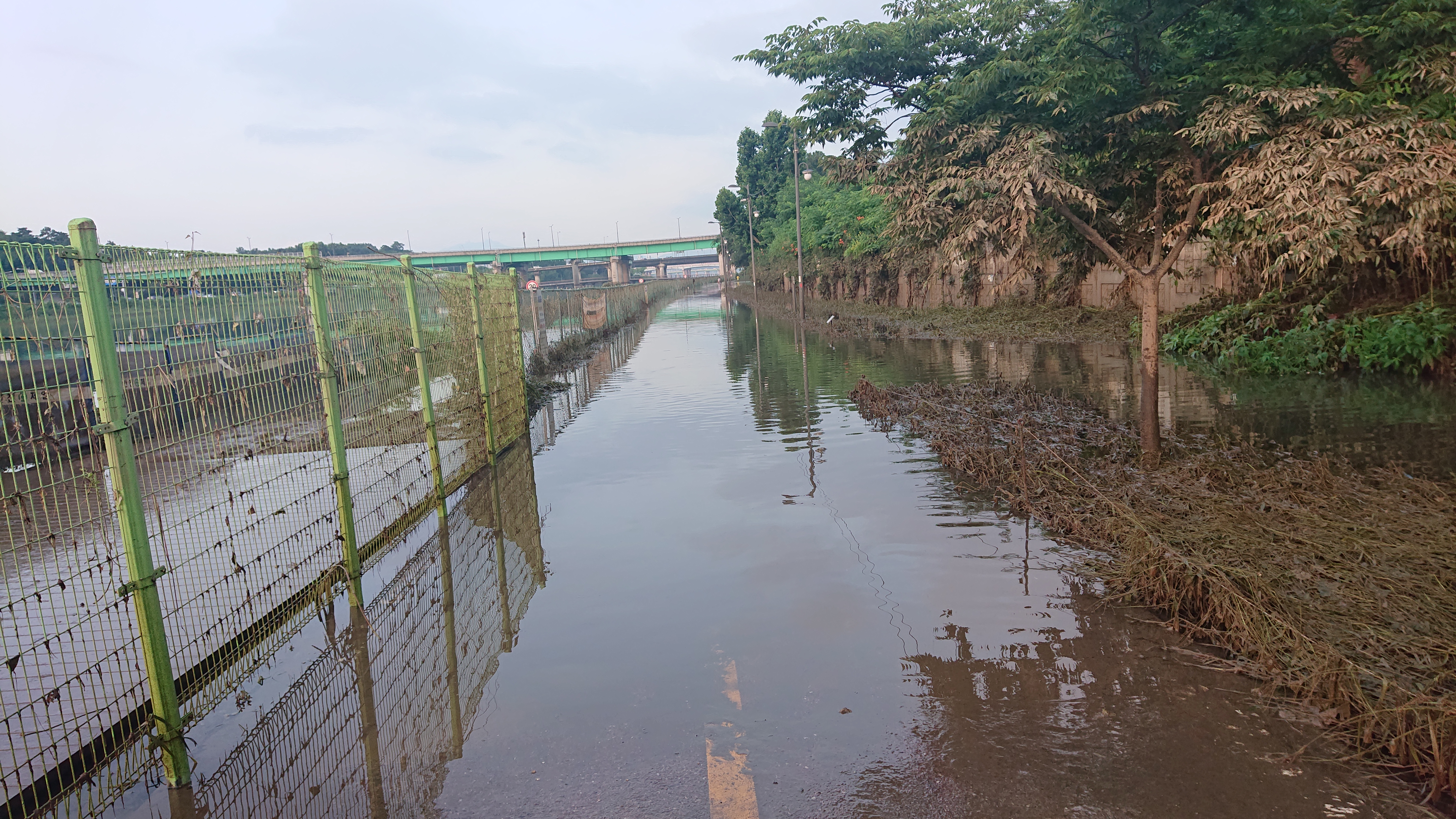
8월 12일, 홍수로 인한 강 수위 상승의 여파로 물에 잠겨버린 한강변자전거도로 성수대교 방면 입구 모습.

8월 8일에는 국립중앙도서관이 호우로 침수 피해를 입어 8월 9일부터 10일까지 이틀간 본관과 디지털도서관을 임시 휴관하였다.
8일 오후 4시경, 폭우로 인해 한국투자증권의 본사 기계실의 전기 공급에 문제가 생겨 오후부터 홈 트레이딩 시스템(HTS)와 모바일 트레이딩 시스템(MTS) 접속에 문제가 발생하였다. 접속 문제는 15시간 만인 다음 날 9일 오전 7시 15분경이 되어서야 복구가 완료되었고, 한국투자증권 측은 해외주식거래 이용 등에 문제가 생긴 고객들에게 보상 조치를 취할 것이라고 발표했다.
8일 밤 8시경부터는 서울 강남지방의 집중 호우로 강남 곳곳이 물에 잠기고 침수되었다. 경부고속도로 반포 나들목 인근 구간도 물에 잠겼고, 강남역 일대도 전부 침수되어 긴급하게 사람들이 차량에서 빠져나오는 등 큰 피해가 발생하였다. 이날 밤 차오른 물은 다음 날 빗물이 빠지면서 사라졌지만 침수되었던 버스와 승용차 등이 방치되어 아침까지 교통에 큰 혼잡이 빚어졌다. 강남에서처럼 침수된 차량이 외제차만 2,500대, 전체 차량은 7,600대를 넘었으며 추정 피해액은 1천억 원에 달한다. 강남구의 구룡마을도 8일 밤 폭우로 집이 침수되고 정전까지 일어나 주민 141명이 긴급 대피하였다.
8일 밤, 양천구 신월동에서도 폭우로 거대한 싱크홀이 발생해 주민 19명이 인근 경로당에 긴급 대피하였다.
8일 밤 9시 경, 동작구 사당동에 있는 극동아파트 뒷편에서 산사태가 발생해 20 m 높이의 축대가 붕괴되었다. 인명 피해는 없었다. 또한 관악구에 있는 서울대학교에서는 비슷한 시각 산에서 쓸려 내려온 토사와 흙탕물로 건물이 침수되고 곳곳이 정전되는 등의 피해가 발생했다.
8일 오후 9시 26분경, 도림천이 서울의 폭우로 범람하여 긴급 대피령을 발령하였다. 또한 강남구에 있는 탄천 대곡교에서 오후 11시 10분 수위가 6.28 m까지 올라가며 홍수경보가 발령되었다. 오후 10시 40분에는 도림천의 범람으로 신림역 일대에 사이렌 경보가 울렸으며, 오후 11시 12분에는 관악구 청룡동의 관악그린빌라에서는 산사태 위험 경보를 보내고 긴급하게 빌라 주민을 청룡동 주민센터로 대피시켰다.

#### 인천광역시
8월 8일 낮에는 인천에서 시간당 80 mm가 넘는 폭우가 내리면서 대부분 지역이 침수되는 피해가 있었다. 오후 1시까지 총 44건의 호우 피해가 접수되었으며 남동구 구월동, 부평구 부평경찰서나 부평구청역 인근 등 인천 구도심권역 대부분이 무릎 높이 이상으로 침수되었다. 특히나 남동구와 미추홀구에 침수 피해가 집중적으로 일어났고 8일 오후 2시까지 비 피해 신고 건수가 79건이 넘었다.
8일 하루동안 인명 구조 요청 등을 포함해서 119에 접수된 피해 신고 건수만 367건에 달했다. 인천 중구 운남동에서는 주택 인근 옹벽이 붕괴되어 추가 붕괴를 우려해 12가구 34명이 긴급 대피하기도 하였다. 또한 인천 중구의 신포국제시장이 빗물 역류로 점포 60여곳이 침수 피해를 입고, 미추홀구의 제일시장도 여러 점포가 침수되는 피해가 발생했다.
인천 영종도의 한 주유소에서도 강한 비바람으로 주유소 구조물이 뜯겨나가는 피해가 발생했다. 인명 피해는 없었다.

#### 경기도

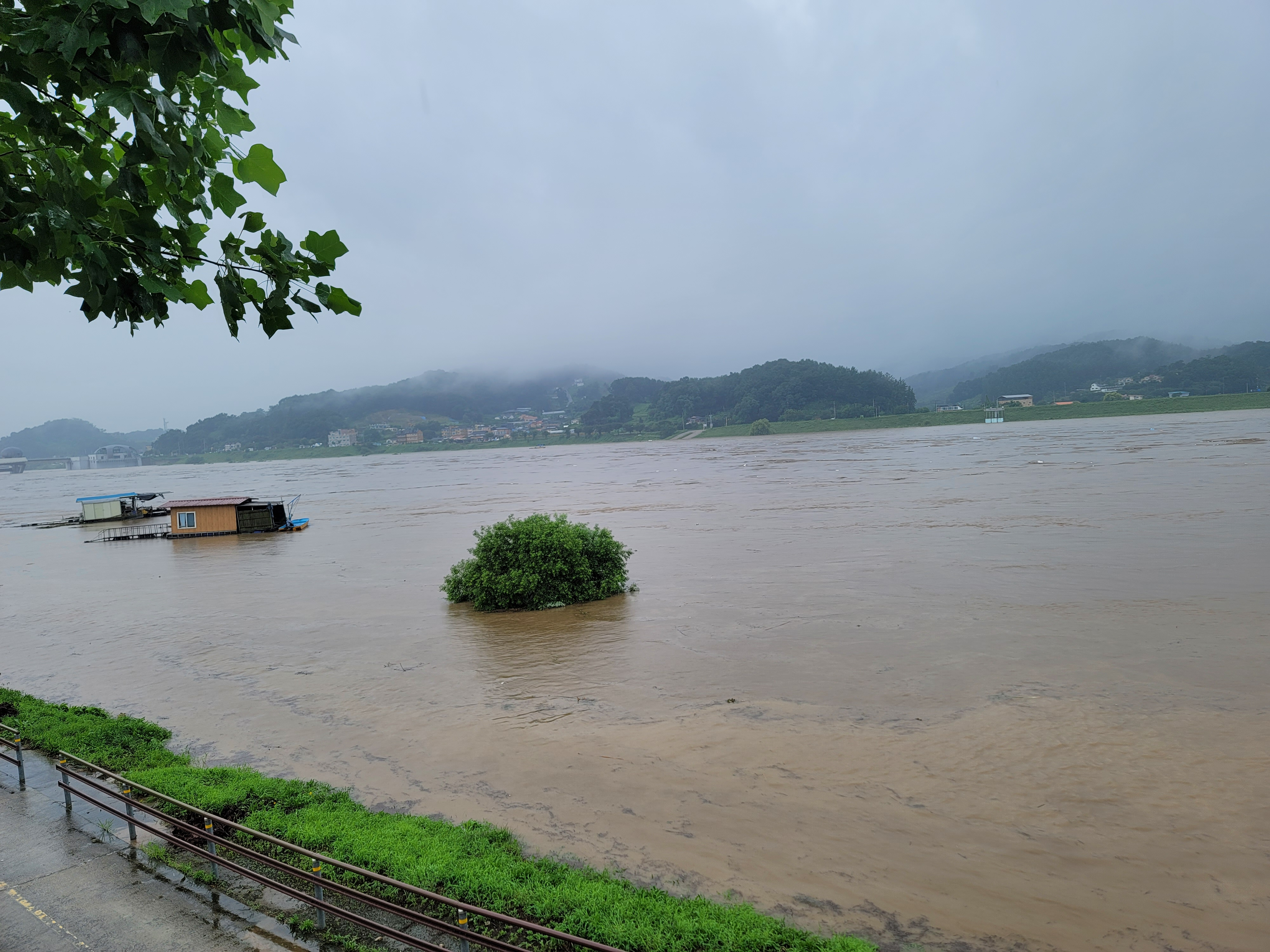
2022년 8월 9일, 양평군에서 내린 집중 호우로 한강변이 불어난 모습.

8일 광명시는 오후 6시부터 시간당 110 mm에 육박하는 호우가 쏟아져 곳곳이 침수되었다. 목감천과 안양천도 호우도 불어났으며, 광명동, 철산동, 하안동 지역에서는 정전과 함께 하수도 역류 피해도 발생했다. 광명사거리역에서도 하수도 역류로 도로가 침수되는 피해가 발생했다.
9일 오전 2시경, 성남시에 있는 가천대학교 운동장 산비탈(영장산으로 추정)에 산사태가 발생해 토사가 운동장을 덮쳤다. 인명 피해는 없었다.
고양시에서는 9일 오후 6시경 덕양구 지축동 창릉천의 한 다리가 집중 호우로 상판이 붕괴되어 통행이 금지되었다.
하남시에서는 8일 폭우로 인해 장애인 복지 시설인 "하남 소망의집"이 완전히 떠내려가 거주민 18명이 긴급하게 대피하였다.
경기도 광주시는 8일 오후부터 점차 비가 내리다가 9일 집중적인 호우로 큰 피해를 입었다. 산지와 미개발 지역, 장마전선 정체지역이라는 특성이 맞물려 광주시 내에서만 사망자 7명, 실종자 12명, 중상자 5명 이상이 발생하였고 주택 및 건축물 침수 피해 218건이 접수되었다. 송정동과 탄벌동에서는 누적 최고 535.5mm의 폭우가 내린 것으로 집계되었다. 또한 직동터널과 이배재터널이 산사태 토사 때문에 터널 출구가 막힘에 따라 광주시의 시내버스 중 직동터널과 이배재터널을 거쳐 모란역으로 향하는 노선의 버스인 32-1 버스와 32 버스, 320번 버스, 이배재터널은 31-2번 버스와 31-3번 버스가 일시적으로 운행 중단되기도 하였으며, 직동터널 부근에는 2km 가량의 교통 정체가 일어났다. 또한 9일 광주시 남한산성면에서는 검복리 일대에서 산사태가 크게 일어나 마을이 고립되어 긴급하게 구조 작업이 진행되었다. 남한산성면의 고립된 마을로 향하는 통로는 20시간 만인 10일 낮에 뚫였으나 산 속에 대피하지 못한 주민들이 남아 있다가 구조되었다.
양평군에서는 9일 강하면 전수3리가 폭우로 산사태가 발생하여 마을로 향하는 길이 완전 파괴되어 30여 가구가 고립되었다. 그 외에도 양평군 곳곳의 마을이 산사태나 홍수로 고립되는 일이 발생하였다.
평택시에서는 9일 오전 9시까지 서탄면에서만 206.5 mm 강수량을 기록하며 주택 침수 6건, 도로 침수 5건, 수목 전도 3건이 보고되었다. 평택시와 안성시를 지나는 안성천도 호우로 홍수주의보까지 수위가 올라가다가 10일 오전 7시 30분경 홍수주의보가 해제되었다.

#### 강원도
강원도는 8일 저녁부터 영서 지방을 중심으로 9일 오후 7시까지 횡성군 277 mm, 철원군 219mm, 홍천군 217 mm 등 곳곳에서 200 mm 넘는 폭우가 내려 큰 피해를 입었다. 8일에는 철원군과 화천군 등 영서 지방의 북부 지방을 중심으로 비가 내렸으나 좁은 선형강수대가 남하하면서 9일에는 원주시와 횡성군 등 영서 지방의 남부를 중심으로 큰 비가 쏟아졌다. 이 때문에 산림청은 9일 오전 11시부터 강원 지역의 산사태 위기 경보를 '주의'에서 '경계'로 격상했다.
계속된 호우로 8일 오후에는 9일 정오를 즈음해 소양강댐의 방류를 시작한다고 발표했다. 하지만 예상 강수량이 적어 방류 일정을 10일 오후 3시로 연기하였다. 10일에는 한강 하류의 수위 상승 우려로 인해 방류 일정이 다시 11일 오후 3시로 연기되었다.
철원군에서는 8일 동송읍 오지리에서 실개천이 범람하여 주택이 물에 잠겨 2명이 소방대에 긴급 구조되었다. 이평리에서도 주유소 지하실이 침수되었다. 상노리 담터계곡에서는 갑자기 불어난 물에 차량이 고립되어 4명이 소방대에게 긴급 구조되었다.
횡성군에서는 70대 노인이 산사태에 휩쓸려 사망하는 사건이 일어났고, 영월군에서는 레프팅을 하던 60대 여성이 사망하는 사건이 발생하였으며, 주차된 차량 일부가 사라지는 피해도 속출하였으며 농장, 주택, 축사, 인삼 밭 등이 물에 잠기는 재산, 작물 피해가 일어났다.
8월 9일은 100 mm 넘는 강수량을 기록한 원주와 평창을 중심으로 피해가 발생하였다. 특히 원주시에서 누적 강수량 111.2 mm가 넘게 끊이지 않고 비가 내려 원주천이 오전 4시 30분부터 범람, 차량들이 침수되는 피해가 발생했다. 문막교 일대에서는 홍수경보도 발령되었고 문막교의 섬강도 범람하여 문막교 교량 아래에 있던 문막 파크골프장도 침수되었다. 또한 원주 지정면에서도 농장과 캠핑장이 침수되었고, 흥업면에서는 산사태로 도로가 막혀 긴급복구작업을 진행했으며 신림면에서는 하천이 역류해 농장과 비닐하우스가 물에 잠기는 피해가 발생했다. 평창군에서도 토사와 토석류가 유출되는 피해가 발생했다.
강릉시에서는 9일 밤 호우로 인해 왕산면 대기리의 한 야영장으로 향하는 교량이 하천 수위 상승으로 막혀 약 100여명이 고립되었다.
10일에도 계속된 폭우로 횡성군 청일면 속실리에서는 새벽 4시경 산사태가 발생해 7가구 8명이 고립되었다가 구조되었다.

#### 충청도
8월 10일부터는 집중호우가 남하함에 따라 충청도 지방 역시 큰 피해를 입기 시작하였다. 대전광역시 갑천 수변공원과 유림공원을 잇는 다리가 파손되었다. 충청남도 당진소방서의 김연상 충남소방본부장은 호우가 남하함에 따라 당진시의 호우 침수피해 우려 지역을 점검했다.
10일 대전광역시 곳곳에서 피해가 발생했다. 오전 5시 40분경에는 대덕구 신탄진동에서는 한 주택 마당에 물이 차 집에 있던 부부가 대피하기도 하였으며, 오전 8시경에는 유성구 봉명동의 한 숙박업소 지하가 물에 잠기는 피해가 발생했다. 청주시에서도 흥덕동의 창고 건물 지하가 침수되고 무심천이 불어나면서 오전 3시 40분경 무심천 하상도로 전 구간의 통행이 제한되었다.
8월 11일 충청도 여러 지역에서 피해가 보고되었다. 대전광역시 유성구 송강동에서는 맨홀 뚜껑이 열려 소방당국이 출동했으며 중구 대사동에서는 도로에 나무가 쓰러져 차로를 막는 사건이 발생하였다. 서천군에서는 산사태로 토사가 쓸려 내려오면서 축대가 무너졌고, 아산시와 천안시에서도 도로 곳곳에서 가로수가 쓰러지기도 했다. 청양군 비봉면에서는 쏟아지는 비에 주민 34명이 대피하기도 했다. 세종시에서는 조치원 신흥사거리 도로가 물에 잠겼고, 부강면에서는 도로축대가 무너지기도 했다. 청주시 흥덕구의 한 아파트 지하 주차장에는 물이 차올라 소방대원과 주민들이 배수 작업을 벌였고, 오송읍 지하차도에도 물이 차 긴급 배수 작업이 진행됐다.
충청남도는 둔치주차장 5곳과 세월교 5곳, 하천변 산책로 1곳에 들어가지 못하도록 도로 통제를 시행했다. 충청북도 청주 무심천 하상도로와 증평 미암교 하상도로 등도 통제 중이다. 대전광역시에서는 대동천 문창시장과 뿌리공원 등의 둔치주차장의 출입이 통제됐다.
12일 기준 충청도 내에서만 농가 481곳, 농경지 465 ha가 물에 침수된 것으로 집계되었다.

#### 전라도
집중호우가 남하함에 따라 8월 11일에는 전라북도 북부도 큰 피해를 입기 시작했다. 군산에서는 시간당 100mm의 호우가 내려 군산, 익산, 부안, 김제 등에 호우경보가 발령되었다. 도로와 상가가 침수되고 농작물 피해가 발생하였다. 12일 기준 군산 내에서만 이재민 3명이 발생했고 건물 총 181채가 침수되는 피해가 발생했다.
11일 군산에서는 갑작스런 폭우로 수송동 거리 일대가 물에 잠겨 주택과 상가가 침수되었고 차량 1대도 침수되는 피해가 있었다. 군산 산업단지에서도 시간당 82.5 mm의 호우가 내려 산업단지 내 공장들이 침수되는 피해가 발생했다.

### 문화재 피해
8월 11일 대한민국 문화재청은 8일부터 11일 오후 5시까지 집중호우로 국가지정 문화재의 피해가 총 48건이라고 보고하였다.
대한민국 천연기념물 제59호인 서울 문묘 은행나무가 폭우로 나뭇가지들이 부서지는 피해를 입었다. 서울 강남구에 있는 대한민국의 사적 제199호 선정릉도 주차장이 침수되어 폐쇄되었고, 폭우로 릉 일부가 유실되는 피해가 있었다. 서울 서초구의 대한민국의 사적 제194호 헌인릉에서도 관람로가 유실되고 나무들이 뿌리째 뽑히는 피해가 있었다.
경기도 광주시에 있는 유네스코 세계유산이자 사적 제57호인 남한산성이 폭우로 인해 성벽 일부가 붕괴하는 피해를 입었다.
대한민국의 보물로 지정된 안성객사 정청이 폭우로 담장 일부가 붕괴되었다. 또한 사적 제12호로 지정된 공주 공산성도 진남루 주변 성곽이 붕괴되어 긴급 보수 작업을 시작하였다.

## 반응
윤석열 대통령은 8월 8일에는 서울 서초동 자택인 아크로비스타에서 주변이 침수되어 있어 밖으로 출근하지 못한다고 하면서, 자택에서 전화 통화로 피해 상황을 보고받고 대책을 지시했다고 밝혔다. 8월 9일에는 서울 관악구 수해 사망사고 현장을 직접 살펴본 후 정부세종청사에서 집중호우 대처 긴급 회의를 주재했다. 한덕수 국무총리는 8월 9일 서울 한강홍수통제소와 구룡마을, 동작역 수해 현장을 방문하여 피해 복구 상황을 점검했다. 이상민 행정안전부 장관이 주재한 중앙재난안전대책본부는 수도권 소재 행정기관과 공기업에 8월 9일 출근 시간을 오전 11시로 조정한다고 발표했고, 민간 기업에게도 출근 시간을 적극적으로 조정해달라고 요청했다.
오세훈 서울시장은 8월 8일 서울 수해가 확인되자 오후 9시 55분에 서울시청에 복귀해 풍수해대책사무실에서 침수 피해 상황을 보고받았다. 8월 9일에는 서울 동작구 사당동 극동아파트 수해 현장을 방문했다. 그는 8월 10일 지하·반지하 거주를 금지하는 건축법 개정과 서울특별시의 지하·반지하 주택 20만 호를 장기적으로 모두 없애는 '반지하 주택 일몰제'를 추진하기로 했다. 김동연 경기도지사는 8월 9일 경기 용인 고기동 수해 현장과 광명 이재민 임시 거주 시설을 방문하여 피해 상황을 점검했다. 방세환 광주시장은 9일 새벽 광주시 재난안전대책본부의 긴급회의에 참석하였고, 피해 현장을 방문하였다.
8월 10일, 안토니우 구테흐스 유엔 사무총장은 홍수 피해자들에게 조의를 표했다. 같은 날, 기시다 후미오 총리대신은 "한국의 호우에 깊은 슬픔을 느끼고 조속한 회복을 기원한다"라고 메시지를 보냈다.

## 같이 보기
- 집중호우
- 대한민국의 풍수해
- 1984년 한강 대홍수
- 1990년 한강 대홍수
- 2011년 7월 한국 중부 집중호우
- 2020년 한국 집중호우
- 2022년 태풍
  - 태풍 송다 (2022년)
  - 태풍 트라세
  - 태풍 힌남노 - 같은 해 9월에 한반도에 영향을 준 태풍
  - 태풍 무이파 (2022년) - 같은 해 9월에 한반도에 영향을 준 태풍
- 2023년 여름 한반도 집중호우